# Gorska sinica
Gorska sinica (znanstveno ime Poecile montanus) je ptica pevka iz družine sinic (Paridae).
Večinoma je prisotna le v centralni in vzhodni Evropi. Je sestrska vrsta močvirske sinice in se z njo včasih tudi križa.

## Telesne značilnosti
Gorska sinica je velikosti od 11–12 cm z razponom peruti od  17–18 cm in okvirno težo 9–11 g. V marsičem je podobna močvirski sinici, le da ima nekoliko bolj motno črno kapo in več črnine na podbradku.
Podobna je tudi žalobni sinici.

## Gnezdenje
Gnezdi v drevesnih duplih, ki pa si jih sama izdolbe in zaradi tega potrebuje trohneča drevesna debla, ki so dovolj mehka da lahko duplo izdolbe. Samica vali samo enkrat, v času od meseca aprila do maja, znese pa okoli 6–9 jajc v 13–15 dneh. Mladiči so gnezdomci in valjenci, poletijo pa po 17–19 dneh.

## Življenjski prostor in navade
Habitat gorske sinice zajema povečini le centralno in vzhodno Evropo, medtem ko je v ostalih predelih redkost. Na Iberskem polotoku, Škotskem, Irskem in v jugozahodni Franciji je ni moč najti. Populacijo v Evropi ocenjujejo na 4–6 milijonov gnezditvenih parov. Gorska sinica je prebivalka mešanih in iglastih gozdov v sredogorjih in gorovjih, ponekod tudi vrbovja in brezja v močvirnatih predelih. Na splošno velja, da se gorska sinica pojavlja na višjih nadmorskih višinah kot močvirska.
V Sloveniji se sklenjeno pojavlja od Julijskih Alp do Pohorja. Tudi drugi je vezana na višje predele, denimo v Trnovskem gozdu in na Snežniku.
Klici gorske sinice so globoki in nosljavi dze-dze-dze, v nasprotju s klici močvirske sinice piču; po tem jih torej zlahka ločimo med seboj. Mladostni osebki se pozimi zelo redko pridružijo mešanim siničjim jatam. Aktivna je samo podnevi.

### Prehrana
Tako kot močvirska sinica se tudi gorska sinica v gnezditvenem obdobju prehranjuje z žuželkami, v ostalem času pa s semeni, jagodami in orehi in si tudi naredi zaloge hrane. Ob krmilnicah ni pogosta.